# WaHo
Studenten Volleybalvereniging Wageningen Hogeschool, kortweg: WaHo, is de volleybalvereniging voor studenten in Wageningen, opgericht in 1965. De club is bedoeld voor studenten van de Wageningen Universiteit, Hogeschool Van Hall Larenstein en Christelijke Hogeschool Ede. De teams komen uit op verschillende niveaus van de 3de divisie tot de 4e klasse.